# 스트레인지 웨이 오브 라이프
"스트레인지 웨이 오브 라이프"(영어: Strange Way of Life)는 2023년 개봉한 페드로 알모도바르의 서부 드라마 영화이다. 페드로 알모도바르가 감독과 각본을 맡았다. 제76회(2023년) 칸 영화제에서 전 세계 최초로 공개되었다.